# Bomba-Abóbora
As Bombas-Abóbora eram bombas aéreas convencionais desenvolvidas pelo Projeto Manhattan e usadas pela Força Aérea dos Estados Unidos contra o Japão durante a Segunda Guerra Mundial. Eram semelhantes à bomba de plutônio Fat Man com as mesmas características balísticas e de manuseio, mas usavam explosivos convencionais não nucleares. Foram usadas principalmente para efeitos de ensaio e treino, o que incluiu missões de combate realizadas pelo 509th Composite Group. O nome "Pumpkin bomb" (bomba-abóbora) era o termo usado em documentos oficiais devido ao formato elipsoidal, em vez da forma cilíndrica mais comum, concebida para acomodar o formato esférico da Fat Man.

## Desenvolvimento
As bombas-abóbora eram um meio de fornecer treinamento realista com bombas não nucleares para as tripulações dos Boeing B-29 Superfortress do 509th Composite Group designadas para lançar a Bomba nuclear. As bombas-abóbora tinham tamanho e distribuição de peso semelhantes à bomba de plutônio Fat Man, dando a ela as mesmas características balísticas e de manuseio. As especificações da bomba exigiam que ela fosse transportada no compartimento de bombas avançado de um bombardeiro Silverplate B-29 e armada com detonadores para ser eficaz contra alvos reais.
As bombas-abóbora foram produzidas em variantes inertes e altamente explosivas. As versões inertes foram preenchidas com uma mistura de cimento-gesso-areia que foi combinada com água para 1,67 a 1,68 gramas por centímetro cúbico (0,060 a 0,061 lb / cu in), a mesma densidade das versões de explosivo da Composição B. O enchimento de ambas as variantes tinha o mesmo peso e distribuição de peso que o núcleo interno da bomba de plutônio Fat Man.
O conceito para a bomba altamente explosiva  foi originada em dezembro de 1944 pelo capitão da marinha William Sterling Parsons, o chefe da Divisão de Material Bélico no Projeto Manhattan do Los Alamos Laboratory ,tenente-coronel da Força Aérea dos Estados Unidos Paul W. Tibbets, comandante do 509º Grupo Composto. O teste prévio foi realizado com uma versão inerte.
O nome "bomba-abóbora" se originou com Parsons e o Dr. Charles Christian Lauritsen do California Institute of Technology , que gerenciou a equipe de desenvolvimento. O nome foi usado para as bombas de treinamento em reuniões oficiais e documentos, e provavelmente derivado de sua grande forma elipsoidal. Por outro lado, fontes anedóticas atribuem o nome das bombas a uma cor de abóbora: enquanto as bombas eram pintadas de verde oliva ou cáqui no campo, as fotografias mostram que pelo menos as unidades entregues a Tinian foram enviadas no mesmo primer de cromato de zinco amarelo mesma cor usada pela Fat Man.
Enquanto muitos cientistas de Manhattan esperavam que o desenvolvimento dos meios de lançamento da bomba atômica fosse simples, Parsons, com sua experiência no programa de detonadores de proximidade , esperava que envolvesse um esforço considerável. O programa de teste foi iniciado em 13 de agosto de 1943 no Naval Proving Ground em Dahlgren, Virgínia, onde um modelo em escala da bomba de plutônio Fat Man foi desenvolvido. Em 3 de março de 1944, o teste foi transferido para o Campo Aéreo do Exército em Muroc, na Califórnia. Os testes iniciais demonstraram que a montagem do Fat Man era instável em vôo e que seus fusíveis de detonação não funcionavam corretamente.

## Produção
A estrutura das bomba-abóbora foram fabricadas por duas empresas de Los Angeles , Consolidated Steel Corporation e Western Pipe and Steel Company , enquanto a montagem da cauda do "Paraquedas Califórnia"(California Parachute) foi produzida pela Centerline Company de Detroit. Após o desenvolvimento inicial, a gestão do programa foi transferida para o Bureau of Ordnance (BuOrd) da Marinha dos Estados Unidos em maio de 1945. Um total de 486 bombas de treinamento inertes e  ativas foram entregues, a um custo entre $1.000 e $2.000(dólares) cada.
Todas as versões inertes foram dos fabricantes diretamente para Wendover Army Air Field , Utah, por ferrovia, onde foram usadas pela 216ª Unidade Base em testes de vôo da bomba. Algumas missões de teste foram realizadas pelo 393º Esquadrão de Bombardeio do 509º Grupo Composto para treinamento. As bombas destinadas como bombas reais foram enviadas para o Naval Ammunition Depot, McAlester, Oklahoma, para serem preenchidas com explosivos. A Composição B foi derramada como uma pasta , solidificada em uma instalação de secagem por 36 horas, lacrada e enviada por ferrovia para a Port Chicago Naval Magazine , Califórnia, para envio por mar a Tinian.

## Descrição
As bombas-abóbora eram externamente semelhantes à bomba Fat Man em tamanho e forma, e ambas tinham o mesmo conjunto de cauda quadrada do "California Parachute" de 52 polegadas (130 cm) e terminal de fixação de ponto único. As bombas-abóbora tinham três fusíveis de contato dispostos em um triângulo equilátero ao redor do nariz da bomba, enquanto a bomba atômica tinha quatro carcaças de fusíveis. A bomba atômica teve suas seções de concha aparafusadas e seladas com asfalto líquido pulverizado externamente, mas a maioria, senão todas as bombas-abóbora foram soldadas, com um orifício de dez centímetros usado para encher a cápsula. O Fat Man também tinha quatro pontos de montagem externos para antenas de radar que as bombas-abóbora não tinham.
As bombas-abóbora tinham 10 pés e 8 polegadas (3,25 m) de comprimento e 60 polegadas (152 cm) de diâmetro máximo. Eles pesavam 5.340 kg, consistindo em 3.800 libras (1.700 kg) para o casco, 425 libras (193 kg) para a montagem da cauda e 6.300 libras (2.900 kg) de enchimento de Composição B(explosivo utilizado). Os invólucros eram feitos de placas de aço de 0,375 polegadas (9,5 mm) e os conjuntos da cauda de placa de alumínio de 5,1 mm (0,200 polegadas).

## Missões de combate
As missões de combate foram realizadas pelo 509º Grupo Composto em 20, 23, 26 e 29 de julho e 8 e 14 de agosto de 1945, usando as bombas contra alvos individuais em cidades japonesas. Um total de 49 bombas foram lançadas sobre 14 alvos, uma bomba foi lançada no oceano e duas estavam a bordo de aeronaves que abortaram suas missões. 
Os parâmetros e protocolos da missão eram semelhantes aos das missões reais da bomba atômica, e todos os alvos estavam localizados nas proximidades das cidades designadas para o ataque atômico. As bombas foram lançadas a uma altitude de 30.000 pés (9.100 m) e a aeronave então entrou na curva fechada exigida em uma missão nuclear. Depois da guerra, a Pesquisa de Bombardeio Estratégico concluiu que as bombas-abóbora eram "uma arma razoavelmente eficaz contra as plantas japonesas quando os ataques diretos eram marcados em áreas vitais, ou quando o quase acidente estava suficientemente perto de edifícios importantes para causar graves danos estruturais."
| Data                 | Aeronave | Nome da aeronave  | Tripulação | Comandante          | Método | Local       |
| -------------------- | -------- | ----------------- | ---------- | ------------------- | ------ | ----------- |
| 20 de Julho de 1945  | 44-27304 | Up An 'Atom       | B-10       | George W. Marquardt | Radar  | Taira       |
| 26 de Julho de 1945  | 44-27304 | Up An 'Atom       | B-10       | George W. Marquardt | Radar  | Mamamatsu   |
| 29 de julho de 1945  | 44-27304 | Up An 'Atom       | A-5        | Elbert B. Smith     | Visual | Wakayama    |
| 8 de agosto de 1945  | 44-27304 | Up An 'Atom       | B-9        | Robert A. Lewis     | Visual | Tokushima   |
| 14 de agosto de 1945 | 44-27304 | Up An 'Atom       | C-14       | James I. Hopkins Jr | Visual | Nagoya      |
| 20 de julho de 1945  | 44-27302 | Top Secret        | B-8        | Charles F. McKnight | Radar  | Otsu        |
| 24 de julho de 1945  | 44-27302 | Top Secret        | B-8        | Charles F. McKnight | Visual | Yokkaichi   |
| 26 de julho de 1945  | 44-27302 | Top Secret        | A-4        | Joseph E. Westover  | Visual | Taira       |
| 29 de julho de 1945  | 44-27302 | Top Secret        | B-8        | Charles F. McKnight | Visual | Ube         |
| 8 de agosto de 1945  | 44-27302 | Top Secret        | C-11       | Claude R. Eatherly  | Visual | Yokkaichi   |
| 14 de agosto de 1945 | 44-27302 | Top Secret        | B-8        | Charles F. McKnight | Visual | Koroma      |
| 24 de julho de 1945  | 44-27353 | The Great Artiste | C-15       | Charles D. Albury   | Visual | Kobe        |
| 29 de julho de 1945  | 44-27353 | The Great Artiste | B-9        | Robert A. Lewis     | Visual | Koriyama    |
| 20 de julho de 1945  | 44-27300 | Strange Cargo     | C-13       | Frederick C. Bock   | Radar  | Fukushima   |
| 24 de julho de 1945  | 44-27300 | Strange Cargo     | A-4        | Joseph E. Westover  | Visual | Kobe        |
| 8 de agosto de 1945  | 44-27300 | Strange Cargo     | A-4        | Joseph E. Westover  | Visual | Tsuruga     |
| 14 de agosto de 1945 | 44-27300 | Strange Cargo     | A-4        | Joseph E. Westover  | Visual | Nagoya      |
| 20 de julho de 1945  | 44-27301 | Straight Flush    | C-11       | Claude R. Eatherly  | Radar  | Tóquio      |
| 24 de julho de 1945  | 44-27301 | Straight Flush    | C-11       | Claude R. Eatherly  | Visual | Otsu        |
| 26 de julho de 1945  | 44-27301 | Straight Flush    | C-11       | Claude R. Eatherly  | Visual | Tsugawa     |
| 29 de julho de 1945  | 44-27301 | Straight Flush    | C-11       | Claude R. Eatherly  | Visual | Maizuru     |
| 14 de agosto de 1945 | 44-27301 | Straight Flush    | C-15       | Charles D. Albury   | Radar  | Koroma      |
| 20 de julho de 1945  | 44-27296 | Some Punkins      | B-7        | James N. Price Jr.  | Radar  | Toyama      |
| 24 de julho de 1945  | 44-27296 | Some Punkins      | B-7        | James N. Price Jr.  | Radar  | Ogaki       |
| 26 de julho de 1945  | 44-27296 | Some Punkins      | B-7        | James N. Price Jr.  | Visual | Shimoda     |
| 8 de agosto de 1945  | 44-27296 | Some Punkins      | B-7        | James N. Price Jr.  | Visual | Yokkaichi   |
| 14 de agosto de 1945 | 44-27296 | Some Punkins      | B-7        | James N. Price Jr.  | Visual | Nagoya      |
| 20 de julho de 1945  | 44-27299 | Next Objective    | A-3        | Ralph N. Devore     | Visual | Toyama      |
| 24 de julho de 1945  | 44-27299 | Next Objective    | A-3        | Ralph N. Devore     | Visual | Niihama     |
| 14 de agosto de 1945 | 44-27299 | Next Objective    | A-3        | Ralph N. Devore     | Visual | Nagoya      |
| 24 de julho de 1945  | 44-86291 | Necessary Evil    | C-14       | Norman W. Ray       | Visual | Kobe        |
| 26 de julho de 1945  | 44-86291 | Necessary Evil    | C-14       | Norman W. Ray       | Radar  | Kashiwazaki |
| 29 de julho de 1945  | 44-86291 | Necessary Evil    | C-14       | Norman W. Ray       | Visual | Koriyama    |
| 20 de julho de 1945  | 44-27303 | Jabit III         | B-6        | John A. Wilson      | Radar  | Taira       |
| 26 de julho de 1945  | 44-27303 | Jabit III         | A-3        | Ralph N. Devore     | Visual | Osaka       |
| 29 de julho de 1945  | 44-27303 | Jabit III         | B-6        | John A. Wilson      | Visual | Ube         |
| 8 de agosto de 1945  | 44-27303 | Jabit III         | B-6        | John A. Wilson      | Visual | Uwajima     |
| 20 de julho de 1945  | 44-27298 | Full House        | A-1        | Ralph R. Taylor Jr. | Visual | Toyama      |
| 24 de julho de 1945  | 44-27298 | Full House        | A-1        | Ralph R. Taylor Jr. | Visual | Niihama     |
| 26 de julho de 1945  | 44-27298 | Full House        | A-1        | Ralph R. Taylor Jr. | Radar  | Yaizu       |
| 29 de julho de 1945  | 44-27298 | Full House        | A-1        | Ralph R. Taylor Jr. | Visual | Ube         |
| 29 de julho de 1945  | 44-27298 | Full House        | C-13       | Frederick C. Bock   | Visual | Koroma      |
| 24 de julho de 1945  | 44-86292 | Enola Gay         | B-9        | Robert A. Lewis     | Visual | Kobe        |
| 26 de julho de 1945  | 44-86292 | Enola Gay         | B-9        | Robert A. Lewis     | Visual | Koriyama    |
| 24 de julho de 1945  | 44-27297 | Bockscar          | C-13       | Frederick C. Bock   | Visual | Fukishima   |
| 26 de julho de 1945  | 44-27297 | Bockscar          | C-15       | Charles D. Albury   | Radar  | Toyama      |
| 29 de julho de 1945  | 44-27297 | Bockscar          | C-13       | Frederick C. Bock   | Visual | Mushashino  |
| 20 de julho de 1945  | 44-27354 | Big Stink         | A-5        | Thomas J. Classen   | Radar  | Nagaoka     |
| 26 de julho de 1945  | 44-27354 | Big Stink         | A-5        | Thomas J. Classen   | Visual | Hitachi     |